# Zeheba lucidata
Zeheba lucidata is een vlinder uit de familie van de spanners (Geometridae). De wetenschappelijke naam van de soort is, als Macaria lucidata, voor het eerst geldig gepubliceerd in 1866 door Walker.